# Tel'posiz
Il Tel'posiz (in russo Тельпосиз?; tradotto dalla lingua komi significa "Nido dei venti") è una montagna della Russia e con i suoi 1 617 metri s.l.m. è la cima più elevata della catena degli Urali settentrionali.
È situato al confine degli Urali settentrionali con gli Urali subpolari, sulla riva sinistra del fiume Ščugor. Si trova all'interno del parco nazionale di Jugyd va nella Repubblica dei Komi.
La montagna è composta da scisti cristallini, arenarie quarzitiche e conglomerati. I pendii fino a un'altezza di 500-600 m sono ricoperti da foreste di taiga (abete rosso, larice, betulla); più in alto c'è la tundra di montagna.